# متيمة الغربية (زومي)
متيمة الغربية هي إحدى مشيخات المملكة المغربية، تتبع جغرافيا لإقليم وزان وإداريًا لزومي. يقدر عدد سكانها بـ 5204 نسمة حسب الإحصاء الرسمي للسكان والسكنى لسنة 2004.